# 瓶状棘豆
瓶状棘豆（学名：Oxytropis ampullata），为豆科棘豆属下的一个种。